# Jussieu-Canyon
Koordinaten: 65° 15′ S, 143° 0′ O
Der Jussieu-Canyon ist ein Tiefseegrabensystem in einer Meerestiefe von 3200 m in der ostantarktischen D’Urville-See. Er liegt vor der Küste des Adélielands.
Benannt ist er nach dem Place Jussieu im 5. Arrondissement von Paris, Sitz des Laboratoire de Géologie Dynamique der Universität Pierre und Marie Curie.